# Славинє
Славінє (словен. Slavinje) — поселення в общині Постойна, Регіон Нотрансько-крашка, Словенія. Висота над рівнем моря: 561,7 м.